# Calocitta
A Calocitta a madarak osztályának verébalakúak (Passeriformes) rendjébe és a varjúfélék (Corvidae) családjába tartozó nem.

## Rendszerezésük
A nemet William John Swainson angol ornitológus írta le 1827-ben, az alábbi fajok tartoznak ide:
- fehértorkú szarkaszajkó (Calocitta formosa)
- feketetorkú szarkaszajkó (Calocitta colliei)